# 亦荘文化園駅
座標: 北緯39度48分25秒 東経116度29分27秒 / 北緯39.80694度 東経116.490964度
亦荘文化園駅（えきそうぶんかえんえき）とは中華人民共和国北京市大興区に位置する北京地下鉄亦荘線の駅である。

## 駅構造
- 相対式ホーム2面2線を有する高架駅。[1][2]
- 二つ合わせて計8000平方メートルに及ぶパークアンドライド方式の駐車場が存在する。

## 駅周辺
- 亦荘橋[3]

## 歴史
- 2010年12月30日 - 開業。

## 隣の駅
北京地下鉄
■亦荘線
亦荘橋駅 - 亦荘文化園駅 - 万源街駅